# Трубило, Виталий Валерьевич
Вита́лий Вале́рьевич Труби́ло (бел. Віталь Валер'евіч Трубіла; род. 7 января 1985, Брест) — белорусский футболист, игравший на позиции защитника.

## Карьера

### Клубная
Воспитанник футбольной школы СДЮШОР-5 (Брест).
В июне 2009 года подписал 4-летний контракт с пражской «Славией». Участник Лиги Европы 2009/10 в составе пражской «Славии». Первую половину сезона 2010/11 провёл в аренде в клубе «Богемианс 1905».
20 августа 2012 года подписал контракт на 1,5 года с минским клубом «Динамо». Стал выступать на позиции левого защитника. Появлялся на поле нерегулярно: много пропускал из-за травм, уступал конкуренцию за место в основе Дмитрию Молошу. По истечении контракта покинул команду.
1 февраля 2014 года перешёл в клуб «Гомель», срок соглашения — 2 года. Сначала играл на позиции левого защитника, однако вскоре потерял место в основе. Позднее, в августе 2014 года, был выставлен на трансфер и перестал появляться даже на скамейке запасных. В декабре 2014 года контракт с «Гомелем» был расторгнут.
В январе 2015 года тренировался с брестским «Динамо». В феврале подписал контракт с российским клубом «Сокол», где стал игроком основы, в 12 матчах отметился тремя голевыми передачами. По окончании сезона игроку не было предложено продление контракта.
В июле 2015 года стал игроком солигорского «Шахтёра». Сначала оставался на скамейке запасных и только с октября закрепился в стартовом составе на позиции левого защитника.
В январе 2016 года подписал соглашение с «Минском», где закрепился в качестве основного левого защитника. В январе 2017 года продлил контракт со столичным клубом ещё на год. В сезоне 2017 продолжил выступать в основе минчан, только в мае и октябре не играл из-за травм. В декабре покинул команду.
В феврале—марте 2018 года готовился к новому сезону с «Крумкачами», однако после появления у клуба проблем с получением лицензии для участия в Высшей лиге в марте 2018 года присоединился к «Слуцку». Сезон 2018 начинал на скамейке запасных, с мая закрепился в стартовом составе команды. В декабре продлил контракт со «Слуцком». В сезоне 2019 оставался игроком основы, только в апреле и мае не играл из-за травмы.
В декабре 2019 года подписал новое соглашение с клубом. В сезоне 2020 появлялся на поле нерегулярно. 17 декабря 2020 года завершил карьеру профессионального игрока.

### В сборной
В национальной сборной Беларуси дебютировал 3 июня 2011 года в матче отборочного турнира чемпионата Европы по футболу 2012 против сборной Франции в Минске (1:1).

## Достижения
- Чемпион Беларуси: 2004
- Бронзовый призёр чемпионата Беларуси (3): 2012, 2013, 2015